# Malformazione di Dandy-Walker
La malformazione di Dandy-Walker o sindrome di Dandy-Walker, è una condizione congenita del sistema nervoso centrale caratterizzata da ipoplasia del verme cerebellare e da dilatazione cistica del quarto ventricolo cerebrale.

## Epidemiologia e storia
La condizione riguarda all'incirca una persona ogni 25 000-30 000 nati vivi; tra le femmine l'incidenza sembra maggiore che tra i maschi, probabilmente a causa del fatto che la pentasomia X, una delle cause genetiche più frequenti di malformazione di Dandy-Walker, è una condizione che può interessare soltanto individui di sesso femminile.
Il neurochirurgo statunitense Walter Edward Dandy (1886–1946) fu il primo medico a descrivere questa malformazione congenita, nel 1914. Nel 1944, il neurologo Arthur Earl Walker (1907–1995) pubblicò una raccolta di tutti i casi conosciuti di questa malformazione fino a quel momento. La proposta di chiamarla sindrome di Dandy-Walker, in onore di questi due studiosi, è stata avanzata nel 1954 dal neurologo e psichiatra tedesco-americano Clemens Ernst Benda.

## Eziologia
Spesso la causa della sindrome è da ricercarsi in una delezione sul braccio lungo del cromosoma 3; si suppone che tale delezione sia a carico dei geni ZIC1 e ZIC4.

## Clinica

### Segni e sintomi
La gravità del quadro clinico varia molto da persona a persona, ma in genere i pazienti affetti dalla malformazione soffrono di ritardo nello sviluppo psicomotorio, ipotonia muscolare e mancanza di coordinazione (atassia). Circa metà dei bambini con la malformazione presenta ritardo cognitivo, con conseguente disabilità; i bambini con la sindrome, inoltre, spesso presentano idrocefalo. Durante i primi anni di vita, spesso si assiste ad una macrocefalia ingravescente, la quale talvolta è il primo segno evidente della sindrome.
Le alterazioni morfologiche dell'encefalo connesse alla malformazione di Dandy-Walker possono provocare anche crisi convulsive e ipertensione endocranica.

## Trattamento
Attualmente non esiste una terapia risolutiva per questa malformazione; il trattamento è dunque esclusivamente sintomatico e volto ad arginare le possibili complicanze della condizione. Oltre al trattamento farmacologico e il ricorso alla neurochirurgia quando possibile, in molti casi è essenziale un trattamento fisioterapico, da affiancarsi ad un percorso neuropsicologico ed educativo tale da consentire il massimo sviluppo psicomotorio raggiungibile dal soggetto affetto dalla malformazione.